# Charles François Antoine Morren
Charles Jacques Édouard Morren (Gent, 3. ožujka 1807. – Liège, 17. prosinca 1858.) bio je belgijski botaničar i hortikulturist. Bio je ravnatelj botaničkog vrta sveučilišta u Liègeu od 1857. do 1886. godine. Otac je belgijskog botaničara i hortikulturista Charlesa Jacquesa Édouarda Morrena.
Predavao je fiziku na sveučilištu u Gentu od 1831. do 1835. godine. Istovremeno je studirao medicinu. Diplomirao je 1835. godine. Postao je iste godine izvanredni profesor botanike na sveučilištu u Liègeu i tako je bilo do 1837. godine. Nakon toga je postao redovnim profesorom, što je bio sve do 1854. godine.
U biologiji se rabi kratica C.Morren kad se citira botaničko ime.

## Djela
Morren, C. (1838). Recherches sur le mouvement et l'anatomie du Stylidium graminifolium. Mem. Acad. Roy. Scien. et belles lett., Brux.
Morren, C. (1853) Souvenirs phénologiques de l'hiver 1852–1853. Bulletin de l'Académie royale des Sciences, des Lettres et des Beaux-Arts de Belgique. Tome XX, 1e partie, str. 160. – 186.